# Cod
În comunicații și prelucrarea informațiilor, un cod este un sistem de reguli pentru conversia Informațiilor — cum ar fi literele alfabetului, cuvinte, sunete, imagini sau gesturi — într-o altă formă, uneori scurtarea sau secretizarea pentru comunicarea printr-un canal de comunicare sau stocarea într-un mediu de stocare. Un exemplu timpuriu este o invenție a limbii, care a permis unei persoane, prin vorbire, să comunice altora ceea ce a crezut, a văzut, auzit sau simțit. Dar vorbirea limitează intervalul de comunicare la distanța pe care o poate purta o voce și limitează audiența la cei prezenți atunci când discursul este rostit. Inventarea scrisului, care a convertit limba vorbită în simboluri vizuale, a extins gama de comunicare în spațiu și timp.
Unul dintre motivele codării este acela de a permite comunicarea în locuri în care limba simplă, vorbită sau scrisă, este dificilă sau imposibilă. De exemplu, semafor, unde configurația cu steaguri deținute de un semnalizator sau brațele unui turn de semnalizare codifică părți ale mesajului, de obicei litere și numere individuale. O altă persoană în picioare la o mare distanță poate interpreta steagurile și reproduce cuvintele trimise.